# Municipio de Windsor (condado de Berks)
El municipio de Windsor (en inglés: Windsor Township) es un municipio ubicado en el condado de Berks en el estado estadounidense de Pensilvania. En el año 2000 tenía una población de 2.392 habitantes y una densidad poblacional de 41.1 personas por km².

## Geografía
El municipio de Windsor se encuentra ubicado en las coordenadas 40°35′00″N 76°00′29″O / 40.58333, -76.00806.

## Demografía
Según la Oficina del Censo en 2000 los ingresos medios por hogar en la localidad eran de $49,402 y los ingresos medios por familia eran $56,800. Los hombres tenían unos ingresos medios de $36,379 frente a los $25,893 para las mujeres. La renta per cápita para la localidad era de $19,259. Alrededor del 6,7% de la población estaba por debajo del umbral de pobreza.